# Nyeftyegorszki járás

A Nyeftyegorszki járás a Szamarai területen

A Nyeftyegorszki járás (oroszul Нефтегорский район) Oroszország egyik járása a Szamarai területen. Székhelye Nyeftyegorszk.

## Népesség
- 1989-ben 31 406 lakosa volt.
- 2002-ben 32 246 lakosa volt, melynek 87,8%-a orosz, 2,5%-a mordvin, 2,1%-a tatár, 1,9%-a csuvas, 1,8%-a kazah.
- 2010-ben 34 478 lakosa volt, melynek 89,7%-a orosz, 2%-a tatár, 1,9%-a kazah, 1,7%-a mordvin, 1,4%-a csuvas.